# Bišćanovo
Bišćanovo falu Horvátországban, Sziszek-Monoszló megyében. Közigazgatásilag Glinához tartozik.

## Fekvése
Sziszek városától légvonalban 30, közúton 44 km-re délnyugatra, községközpontjától légvonalban 7, közúton 9 km-re északnyugatra, a Glinát Zágrábbal összekötő 31-es számú főúttól nyugatra fekszik. 

## Története
A környék számos településéhez hasonlóan a 17. század vége felé népesült be. 1696-ban a szábor a bánt tette meg a Kulpa és az Una közötti határvédő erők parancsnokává, melyet hosszas huzavona után 1704-ben a bécsi udvar is elfogadott. Ezzel létrejött a Báni végvidék, horvátul Banovina (vagy Banja), mely katonai határőrvidék része lett. 1745-ben megalakult a Glina központú első báni ezred, melynek fennhatósága alá ez a vidék is tartozott. 1881-ben megszűnt a katonai közigazgatás. 1857-ben 217, 1910-ben 208 lakosa volt. 1918-ban az új szerb-horvát-szlovén állam, majd később Jugoszlávia része lett. A második világháború idején a Független Horvát Állam része volt. A délszláv háború előestéjén lakosságának 53 százaléka horvát, 24 százaléka szerb nemzetiségű volt. 1991. június 25-én az akkor kikiáltott független Horvátország része lett. A falut 1991 őszén elfoglaló szerb erők a horvát lakosságot elűzték. 1995. augusztus 8-án a Vihar hadművelettel foglalta vissza a horvát hadsereg. A szerb lakosság elmenekült. A településnek 2011-ben már nem volt állandó lakossága.

## Népesség
| Lakosság változása | Lakosság változása | Lakosság változása | Lakosság változása | Lakosság változása | Lakosság változása | Lakosság változása | Lakosság változása | Lakosság változása | Lakosság változása | Lakosság változása | Lakosság változása | Lakosság változása | Lakosság változása | Lakosság változása | Lakosság változása |
| ------------------ | ------------------ | ------------------ | ------------------ | ------------------ | ------------------ | ------------------ | ------------------ | ------------------ | ------------------ | ------------------ | ------------------ | ------------------ | ------------------ | ------------------ | ------------------ |
| 1857               | 1869               | 1880               | 1890               | 1900               | 1910               | 1921               | 1931               | 1948               | 1953               | 1961               | 1971               | 1981               | 1991               | 2001               | 2011               |
| 217                | 212                | 195                | 231                | 196                | 208                | 210                | 216                | 218                | 208                | 177                | 166                | 112                | 55                 | 27                 | 0                  |

## Nevezetességei
Római katolikus kápolnáját 1991 őszén a szerbek lerombolták.